# NGC 7379
NGC 7379 је спирална галаксија у сазвежђу Гуштер која се налази на NGC листи објеката дубоког неба.
Деклинација објекта је + 40° 14' 21" а ректасцензија 22h 47m 32,9s. Привидна величина (магнитуда) објекта NGC 7379 износи 13,4 а фотографска магнитуда 14,3. NGC 7379 је још познат и под ознакама UGC 12187, MCG 7-46-18, CGCG 531-13, IRAS 22452+3958, PGC 69724.